# Campeonato Europeo de Balonmano Femenino de 2022
El XV Campeonato Europeo de Balonmano Femenino se celebró conjuntamente en Eslovenia, Montenegro y Macedonia del Norte entre el 4 y el 20 de noviembre de 2022 bajo la organización de la Federación Europea de Balonmano (EHF) y las federaciones de balonmano de los tres países sedes.
Un total de dieciséis selecciones nacionales compitieron por el título europeo, cuyo anterior portador era el equipo de Noruega, vencedor del Europeo de 2020.
El equipo de Noruega conquistó el título europeo al derrotar en la final a la selección de Dinamarca con un marcador de 25-27. En el partido por el tercer lugar el conjunto de Montenegro venció al de Francia.

## Sedes
| Foto | Grupo             | Ciudad                        | Instalación                       | Capacidad |
| ---- | ----------------- | ----------------------------- | --------------------------------- | --------- |
|      | A, I y fase final | Liubliana ( Eslovenia)        | Arena Stožice                     | 12 480    |
|      | B                 | Celje ( Eslovenia)            | Arena Zlatorog                    | 5800      |
|      | C y II            | Skopie ( Macedonia del Norte) | Centro Deportivo Boris Trajkovski | 6173      |
|      | D                 | Podgorica ( Montenegro)       | Centro Deportivo Morača           | 5000      |

## Árbitros
Las siguientes 12 parejas arbitrales fueron nominadas para este campeonato.
| País                 | Árbitros                                 |
| -------------------- | ---------------------------------------- |
| Alemania             | Maike Merz Tanja Kuttler                 |
| Austria              | Ana Vranes Marlis Wenninger              |
| Bosnia y Herzegovina | Tatjana Praštalo Vesna Balvan            |
| Eslovenia            | Ozren Backović Mirko Palačković          |
| España               | Javier Álvarez Mata Yon Bustamante López |
| Macedonia del Norte  | Ismailj Metalari Nenad Nikolovski        |

| País       | Árbitros                          |
| ---------- | --------------------------------- |
| Moldavia   | Igor Covalciuc Alexei Covalciuc   |
| Montenegro | Jelena Vujačić Anđelina Kažanegra |
| Noruega    | Eskil Braseth Leif André Sundet   |
| Portugal   | Marta Sá Vânia Sá                 |
| Serbia     | Vanja Antić Jelena Jakovljević    |
| Ucrania    | Marina Dupli Olena Pobedrina      |

## Grupos
| Grupo A | Grupo B   | Grupo C             | Grupo D    |
| ------- | --------- | ------------------- | ---------- |
| Noruega | Dinamarca | Francia             | Polonia    |
| Hungría | Suecia    | Países Bajos        | Montenegro |
| Croacia | Eslovenia | Macedonia del Norte | Alemania   |
| Suiza   | Serbia    | Rumania             | España     |

## Primera fase
- Todos los partidos en la hora local de Eslovenia, Macedonia del Norte y Montenegro (UTC+1).

Los primeros tres de cada grupo pasan a la segunda fase.

### Grupo A
| Equipo  | J | G | E | P | GF  | GC | DG  | PTS |
| ------- | - | - | - | - | --- | -- | --- | --- |
| Noruega | 3 | 3 | 0 | 0 | 102 | 66 | +36 | 6   |
| Croacia | 3 | 1 | 1 | 1 | 70  | 76 | -6  | 3   |
| Hungría | 3 | 1 | 0 | 2 | 73  | 81 | -8  | 2   |
| Suiza   | 3 | 0 | 1 | 2 | 75  | 97 | -22 | 1   |

- Resultados

| Fecha | Hora  | Partido¹ | Partido¹ | Partido¹ | Resultado |
| ----- | ----- | -------- | -------- | -------- | --------- |
| 04.11 | 18:30 | Hungría  | -        | Suiza    | 33-28     |
| 04.11 | 20:30 | Noruega  | -        | Croacia  | 32-23     |
| 06.11 | 18:00 | Croacia  | -        | Hungría  | 21-18     |
| 06.11 | 20:30 | Suiza    | -        | Noruega  | 21-38     |
| 08.11 | 18:00 | Croacia  | -        | Suiza    | 26-26     |
| 08.11 | 20:30 | Noruega  | -        | Hungría  | 32-22     |

- (¹) – Todos en Liubliana.

### Grupo B
| Equipo    | J | G | E | P | GF | GC | DG  | PTS |
| --------- | - | - | - | - | -- | -- | --- | --- |
| Suecia    | 3 | 2 | 0 | 1 | 83 | 68 | +15 | 4   |
| Dinamarca | 3 | 2 | 0 | 1 | 85 | 72 | +13 | 4   |
| Eslovenia | 3 | 2 | 0 | 1 | 77 | 83 | -6  | 4   |
| Serbia    | 3 | 0 | 0 | 3 | 66 | 88 | -22 | 0   |

- Resultados

| Fecha | Hora  | Partido¹  | Partido¹ | Partido¹  | Resultado |
| ----- | ----- | --------- | -------- | --------- | --------- |
| 04.11 | 18:00 | Dinamarca | -        | Eslovenia | 26-28     |
| 04.11 | 20:30 | Suecia    | -        | Serbia    | 27-21     |
| 06.11 | 18:00 | Eslovenia | -        | Suecia    | 22-33     |
| 06.11 | 20:30 | Serbia    | -        | Dinamarca | 21-34     |
| 08.11 | 18:00 | Eslovenia | -        | Serbia    | 27-24     |
| 08.11 | 20:30 | Dinamarca | -        | Suecia    | 25-23     |

- (¹) – Todos en Celje.

### Grupo C
| Equipo              | J | G | E | P | GF | GC | DG  | PTS |
| ------------------- | - | - | - | - | -- | -- | --- | --- |
| Francia             | 3 | 3 | 0 | 0 | 85 | 59 | +26 | 6   |
| Países Bajos        | 3 | 2 | 0 | 1 | 83 | 69 | +14 | 4   |
| Rumania             | 3 | 1 | 0 | 2 | 80 | 87 | -7  | 2   |
| Macedonia del Norte | 3 | 0 | 0 | 3 | 52 | 85 | -33 | 0   |

- Resultados

| Fecha | Hora  | Partido¹            | Partido¹ | Partido¹            | Resultado |
| ----- | ----- | ------------------- | -------- | ------------------- | --------- |
| 05.11 | 18:00 | Francia             | -        | Macedonia del Norte | 24-14     |
| 05.11 | 20:30 | Países Bajos        | -        | Rumania             | 29-28     |
| 07.11 | 18:00 | Macedonia del Norte | -        | Países Bajos        | 15-30     |
| 07.11 | 20:30 | Rumania             | -        | Francia             | 21-35     |
| 09.11 | 18:00 | Macedonia del Norte | -        | Rumania             | 23-31     |
| 09.11 | 20:30 | Francia             | -        | Países Bajos        | 26-24     |

- (¹) – Todos en Skopie.

### Grupo D
| Equipo     | J | G | E | P | GF | GC | DG  | PTS |
| ---------- | - | - | - | - | -- | -- | --- | --- |
| Montenegro | 3 | 3 | 0 | 0 | 85 | 71 | +14 | 6   |
| España     | 3 | 1 | 0 | 2 | 67 | 73 | -6  | 2   |
| Alemania   | 3 | 1 | 0 | 2 | 71 | 75 | -4  | 2   |
| Polonia    | 3 | 1 | 0 | 2 | 68 | 72 | -4  | 2   |

- Resultados

| Fecha | Hora  | Partido¹   | Partido¹ | Partido¹   | Resultado |
| ----- | ----- | ---------- | -------- | ---------- | --------- |
| 05.11 | 18:00 | Montenegro | -        | España     | 30-23     |
| 05.11 | 20:30 | Polonia    | -        | Alemania   | 23-25     |
| 07.11 | 18:00 | Alemania   | -        | Montenegro | 25-29     |
| 07.11 | 20:30 | España     | -        | Polonia    | 21-22     |
| 09.11 | 18:00 | Polonia    | -        | Montenegro | 23-26     |
| 09.11 | 20:30 | Alemania   | -        | España     | 21-23     |

- (¹) – Todos en Podgorica.

## Segunda fase
- Todos los partidos en la hora local de Eslovenia y Macedonia del Norte (UTC+1).

Los primeros dos de cada grupo disputan las semifinales.

### Grupo I
| Equipo    | J | G | E | P | GF  | GC  | DG  | PTS |
| --------- | - | - | - | - | --- | --- | --- | --- |
| Dinamarca | 5 | 4 | 0 | 1 | 137 | 124 | +13 | 8   |
| Noruega   | 5 | 4 | 0 | 1 | 146 | 124 | +22 | 8   |
| Suecia    | 5 | 3 | 0 | 2 | 142 | 126 | +16 | 6   |
| Eslovenia | 5 | 2 | 0 | 3 | 124 | 132 | -8  | 4   |
| Croacia   | 5 | 1 | 0 | 4 | 106 | 133 | -27 | 2   |
| Hungría   | 5 | 1 | 0 | 4 | 121 | 137 | -16 | 2   |

- Resultados

| Fecha | Hora  | Partido¹ | Partido¹ | Partido¹  | Resultado |
| ----- | ----- | -------- | -------- | --------- | --------- |
| 10.11 | 18:00 | Croacia  | -        | Eslovenia | 18-26     |
| 10.11 | 20:30 | Hungría  | -        | Dinamarca | 27-29     |
| 12.11 | 18:00 | Croacia  | -        | Dinamarca | 17-26     |
| 12.11 | 20:30 | Noruega  | -        | Suecia    | 27-25     |
| 14.11 | 18:00 | Noruega  | -        | Eslovenia | 26-23     |
| 14.11 | 20:30 | Hungría  | -        | Suecia    | 25-30     |
| 16.11 | 15:30 | Hungría  | -        | Eslovenia | 29-25     |
| 16.11 | 18:00 | Croacia  | -        | Suecia    | 27-31     |
| 16.11 | 20:30 | Noruega  | -        | Dinamarca | 29-31     |

- (¹) – Todos en Liubliana.

### Grupo II
| Equipo       | J | G | E | P | GF  | GC  | DG  | PTS |
| ------------ | - | - | - | - | --- | --- | --- | --- |
| Francia      | 5 | 5 | 0 | 0 | 153 | 108 | +45 | 10  |
| Montenegro   | 5 | 3 | 0 | 2 | 138 | 151 | -13 | 6   |
| Países Bajos | 5 | 2 | 1 | 2 | 152 | 144 | +8  | 5   |
| Alemania     | 5 | 2 | 0 | 3 | 135 | 137 | -2  | 4   |
| España       | 5 | 1 | 1 | 3 | 125 | 144 | -19 | 3   |
| Rumania      | 5 | 1 | 0 | 4 | 139 | 158 | -19 | 2   |

- Resultados

| Fecha | Hora  | Partido¹     | Partido¹ | Partido¹   | Resultado |
| ----- | ----- | ------------ | -------- | ---------- | --------- |
| 11.11 | 18:00 | Países Bajos | -        | Alemania   | 28-36     |
| 11.11 | 20:30 | Rumania      | -        | España     | 28-27     |
| 13.11 | 18:00 | Países Bajos | -        | España     | 29-29     |
| 13.11 | 20:30 | Francia      | -        | Montenegro | 27-19     |
| 15.11 | 18:00 | Rumania      | -        | Montenegro | 34-35     |
| 15.11 | 20:30 | Francia      | -        | Alemania   | 29-21     |
| 16.11 | 15:30 | Rumania      | -        | Alemania   | 28-32     |
| 16.11 | 18:00 | Países Bajos | -        | Montenegro | 42-25     |
| 16.11 | 20:30 | Francia      | -        | España     | 36-23     |

- (¹) – Todos en Skopie.

## Fase final
- Todos los partidos en la hora local de Eslovenia (UTC+1).

|  | Semifinales     | Semifinales     |    |               | Final           | Final           |  |
|  | 18 de noviembre | 18 de noviembre |    |               | 20 de noviembre | 20 de noviembre |  |
|  |                 |                 |    |               |                 |                 |  |
|  |                 |                 |    |               |                 |                 |  |
|  | Dinamarca       | 27              |    |               |                 |                 |  |
|  | Montenegro      | 23              |    |               |                 |                 |  |
|  |                 |                 |    |               |                 |                 |  |
|  |                 |                 |    |               |                 |                 |  |
|  |                 |                 |    |               | Dinamarca       | 25              |  |
|  |                 | Noruega         | 27 |               |                 |                 |  |
|  |                 |                 |    |               |                 |                 |  |
|  |                 |                 |    |               |                 |                 |  |
|  |                 |                 |    |               | Tercer lugar    |                 |  |
|  |                 |                 |    |               |                 |                 |  |
|  | Noruega         | 28              |    | Montenegro TE | 27              |                 |  |
|  | Francia         | 20              |    |               | Francia         | 25              |  |

### Quinto lugar
| Fecha | Hora  | Partido¹ | Partido¹ | Partido¹     | Resultado |
| ----- | ----- | -------- | -------- | ------------ | --------- |
| 18.11 | 15:00 | Suecia   | -        | Países Bajos | 37-32     |

### Semifinales
| Fecha | Hora  | Partido¹  | Partido¹ | Partido¹   | Resultado |
| ----- | ----- | --------- | -------- | ---------- | --------- |
| 18.11 | 17:45 | Dinamarca | -        | Montenegro | 27-23     |
| 18.11 | 20:30 | Noruega   | -        | Francia    | 28-20     |

- (¹) – Ambos en Liubliana.

### Tercer lugar
| Fecha | Hora  | Partido¹   | Partido¹ | Partido¹ | Resultado |
| ----- | ----- | ---------- | -------- | -------- | --------- |
| 20.11 | 17:45 | Montenegro | -        | Francia  | 27-25 TE  |

### Final
| Fecha | Hora  | Partido¹  | Partido¹ | Partido¹ | Resultado |
| ----- | ----- | --------- | -------- | -------- | --------- |
| 20.11 | 20:30 | Dinamarca | -        | Noruega  | 25-27     |

- (¹) – En Liubliana.

## Medallero
| Noruega | Dinamarca | Montenegro |
| Maren Aardahl Emilie Arntzen Kristine Breistøl Marie Davidsen Ane Høgseth Emilie Hovden Vilde Ingstad Malin Larsen Aune Katrine Lunde Nora Mørk Sunniva Næs Andersen Kristina Novak Stine Oftedal Henny Reistad Thale Rushfeldt Deila Stine Skogrand Silje Solberg Anniken Wollik Ragnhild Valle Dahl | Cecilie Brandt (R) Emma Friis Elma Halilcevic Andrea Hansen Anne Mette Hansen Kathrine Heindahl Mie Højlund Rikke Iversen Sarah Iversen Trine Østergaard Jensen Kristina Jørgensen Anna Kristensen Alberte Madsen Michala Møller Kaja Nielsen Simone Petersen Althea Reinhardt Sandra Toft Mette Tranborg Louise Vinter Burgaard | Ema Alivodić Marta Batinović Tatjana Brnović Nina Bulatović Nataša Ćorović Ivana Godeč Itana Grbić Đurđina Jauković Nađa Kadović Ilda Kepić Đurđina Malović Ljubica Nenezić Ivona Pavićević Matea Pletikosić Andrijana Popović Jovanka Radičević Milena Raičević Marina Rajčić |
| Þórir Hergeirsson (seleccionador) | Jesper Jensen (seleccionador) | Bojana Popović (seleccionadora) |

## Estadísticas

### Clasificación general
| 1. Noruega              |
| 2. Dinamarca JO         |
| 3. Montenegro CM        |
| 4. Francia CM           |
| 5. Suecia               |
| 6. Países Bajos CM      |
| 7. Alemania             |
| 8. Eslovenia            |
| 9. España               |
| 10. Croacia             |
| 11. Hungría             |
| 12. Rumania             |
| 13. Polonia             |
| 14. Suiza               |
| 15. Serbia              |
| 16. Macedonia del Norte |

### Máximas goleadoras
| N.º | Nombre            | Selección  | Goles | Tiros | %      | Partidos jugados |
| --- | ----------------- | ---------- | ----- | ----- | ------ | ---------------- |
| 1   | Nora Mørk         | Noruega    | 50    | 64    | 78,1 % | 8                |
| 2   | Đurđina Jauković  | Montenegro | 48    | 86    | 55,8 % | 8                |
| 3   | Henny Reistad     | Noruega    | 46    | 73    | 63,0 % | 8                |
| 4   | Alina Grijseels   | Alemania   | 44    | 62    | 71,0 % | 6                |
| 5   | Jovanka Radičević | Montenegro | 43    | 54    | 79,6 % | 7                |
| 5   | Nathalie Hagman   | Suecia     | 43    | 60    | 71,7 % | 7                |
| 7   | Emma Friis        | Dinamarca  | 40    | 57    | 70,2 % | 8                |
| 8   | Cristina Neagu    | Rumania    | 39    | 70    | 55,7 % | 6                |
| 9   | Katrin Klujber    | Hungría    | 38    | 74    | 51,4 % | 6                |
| 10  | Ana Gros          | Eslovenia  | 36    | 60    | 60,0 % | 6                |

Fuente: 

### Mejores porteras
| N.º | Nombre            | Equipo       | Paradas | Tiros | %       | Partidos jugados |
| --- | ----------------- | ------------ | ------- | ----- | ------- | ---------------- |
| 1   | Sandra Toft       | Dinamarca    | 68      | 204   | 33,33 % | 8                |
| 2   | Cléopatre Darleux | Francia      | 67      | 182   | 36,81 % | 7                |
| 3   | Silje Solberg     | Noruega      | 62      | 156   | 39,74 % | 8                |
| 4   | Jessica Ryde      | Suecia       | 58      | 181   | 32,04 % | 7                |
| 4   | Yara ten Holte    | Países Bajos | 58      | 200   | 29,00 % | 7                |
| 6   | Tea Pijević       | Croacia      | 56      | 158   | 35,44 % | 6                |
| 7   | Katharina Filter  | Alemania     | 43      | 150   | 28,67 % | 6                |
| 7   | Katrine Lunde     | Noruega      | 43      | 137   | 31,39 % | 8                |
| 9   | Marina Rajčić     | Montenegro   | 37      | 138   | 26,81 % | 8                |
| 10  | Melinda Szikora   | Hungría      | 35      | 140   | 25,00 % | 5                |

Fuente: 

### Equipo ideal
- Mejor jugadora del campeonato —MVP—: Henny Reistad[1] ( Noruega).

| Posición          | Nombre            | País       |
| ----------------- | ----------------- | ---------- |
| Portera           | Cléopatre Darleux | Francia    |
| Extremo derecha   | Jovanka Radičević | Montenegro |
| Extremo izquierda | Emma Friis        | Dinamarca  |
| Pivote            | Pauletta Foppa    | Francia    |
| Central           | Stine Oftedal     | Noruega    |
| Lateral derecha   | Katrin Klujber    | Hungría    |
| Lateral izquierda | Cristina Neagu    | Rumania    |
| Defensora         | Kathrine Heindahl | Dinamarca  |

Fuente: 